# Bernardo Navagero

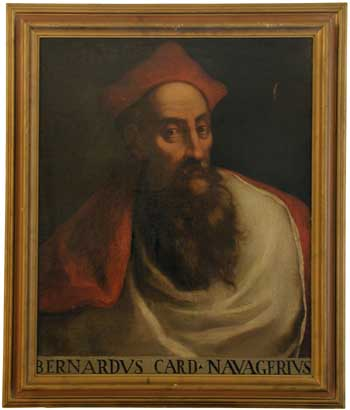
Bernard kardinaal Navagero

Bernardo Navagero (Venetië, 1507 – Verona, 13 april 1565) was een burgemeester en ambassadeur in dienst van de republiek Venetië. 
Later werd hij kardinaal (1561) van de Roomse Kerk en concilievader (1563) op het Concilie van Trente. Hierdoor speelde hij een rol in de Contrareformatie. Hij was daarnaast administrator of dienstdoende bisschop in Verona (1562-1565) gelegen in de republiek en dit tot zijn dood.

## Levensloop

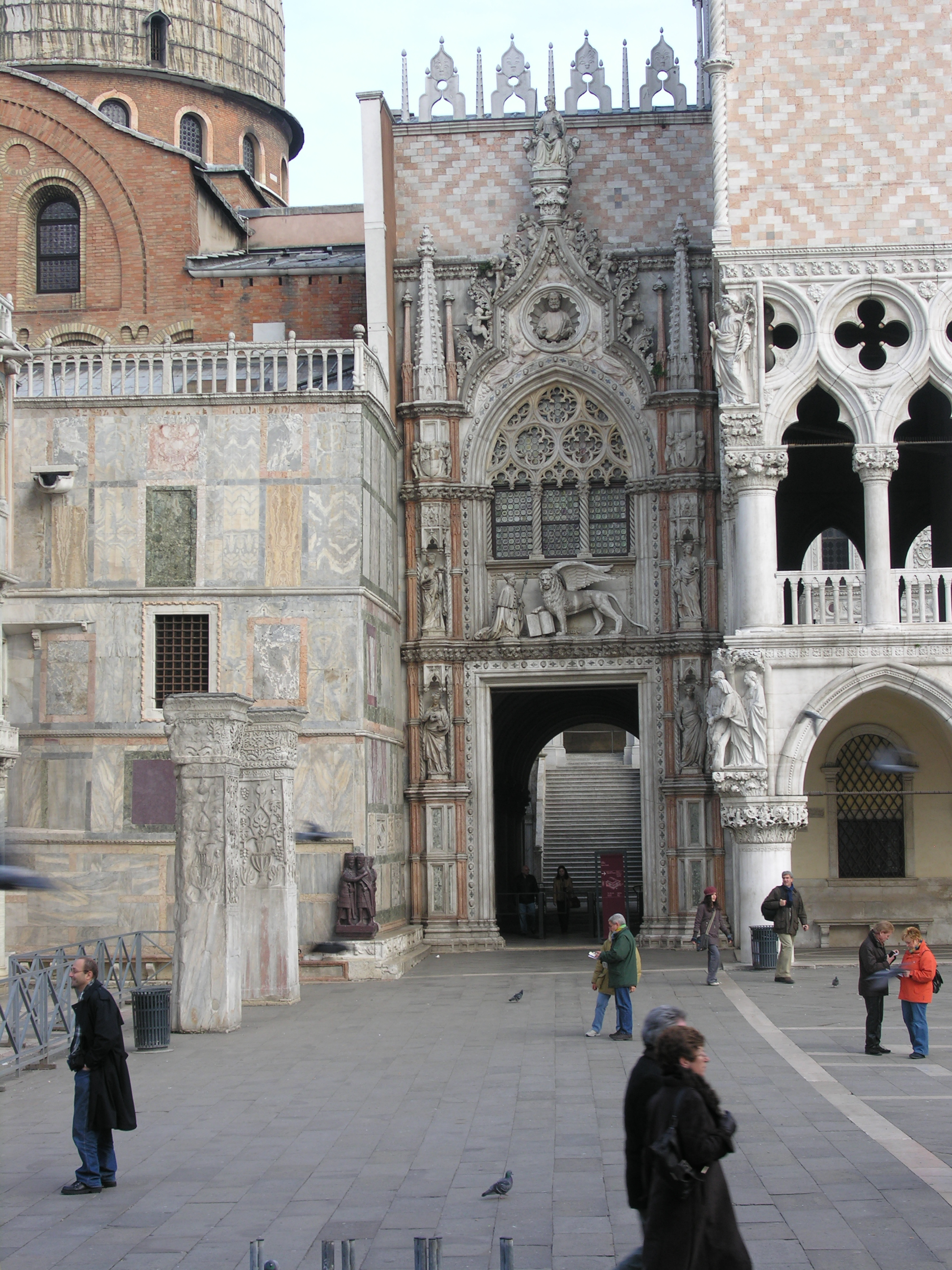
Toegang tot het dogepaleis in Venetië

### Ambtenaar en diplomaat
Navagero was een zoon van de patriciërs Gianluigi Navagero en Lucrezia Agostini. Hij startte studies rechten aan de universiteit van Padua doch moest deze stop zetten omwille van de dood van zijn vader (1527). Navagero trad in dienst als ambtenaar voor de doge van Venetië (1532). Van 1535 tot 1540 was hij burgemeester van Venetiaanse gemeenten aan de Dalmatische kust. Nadien werd hij gepromoveerd tot ambassadeur van Venetië (1540-1543) in het hertogdom Mantua bij regent-kardinaal Ercole Gonzaga. 
Van 1543 tot 1546 was Navagero Venetiaans ambassadeur in Brussel in de Habsburgse Nederlanden. Hij leefde aan het hof van keizer Karel V. Hij rapporteerde aan de doge dat Karel V 'moe van het besturen was' en zich zou terugtrekken van de macht. Toen hij in Brussel met koorts te bed lag, werd hij verzorgd door Andreas Vesalius, lijfarts van keizer Karel V.
De doge stuurde Navagero in 1546 naar Padua; Navagero was er podestà tot 1548. De stad kende godsdienstige disputen omwille van de lutheraanse predikingen door Pier Paolo Vergerio. Gelijktijdig liep het proces van de inquisitie tegen Francesco Spiera. Navagero werd zelf ook verdacht van lutheraanse sympathieën en zijn naam verscheen als zodanig in een verslag van de inquisitie in het jaar 1851, toen Navagero al geen podestà meer was. In deze periode huwde hij met Istriana Lando, kleindochter van doge Pietro Lando, doch Istriana stierf vrij jong, bij de geboorte van hun tweede kind (1548). 
Navagero hernam zijn diplomatieke carrière. Hij was buitengewoon ambassadeur van de doge in Turijn (1548-1550) en baljuw in Constantinopel (1550-1552). In Constantinopel stond hij in de achting van Suleiman de Grote, sultan van het Ottomaanse Rijk. In 1553 was hij terug in Venetië en werd verkozen in de Raad van Tien, het hoogste executief orgaan van de republiek. 
Hij werd opnieuw diplomaat, ditmaal ambassadeur (1555-1558) in Rome, hoofdstad van de Pauselijke Staat. Rome lag in oorlogsgebied omwille van de oprukkende troepen van Filips II van Spanje onder bevel van de hertog van Alva. Ambassadeur Navagero verzekerde de Venetiaanse belangen in het conflict want de doge wenste zeker niet paus Paulus IV te steunen in een anti-Spaanse alliantie. Paus Paulus IV zette Navagero onder zware druk en onderhandelde achter Navagero’s rug rechtstreeks met de doge. Navagero maakte de verzoening mee tussen Filips II en paus Paulus IV (1557). Paus Paulus IV eiste van ambassadeur Navegero een strenge bestraffing van ketters in de republiek Venetië. Navagero verliet Rome en werd ambassadeur in Wenen bij keizer Ferdinand van Habsburg (1558). Na een korte tussenstop opnieuw als podestà in Padua vertrok Navagero opnieuw op diplomatie missie. Als buitengewoon ambassadeur in Parijs (1559) feliciteerde hij koning Frans II met het vredesverdrag van Cateau-Cambrésis. Hij was ook ambassadeur in Madrid bij koning Filips II (1560) om dezelfde reden: de vrede van Cateau-Cambrésis.
Terug in Venetië zetelde hij in de Raad der Wijzen (1560-1562) en was hij adviseur van de doge. Hij had de bijnaam ‘rechter der wijzen’ ondanks het feit dat hij geen gediplomeerd jurist was.

### Kardinaal en concilievader

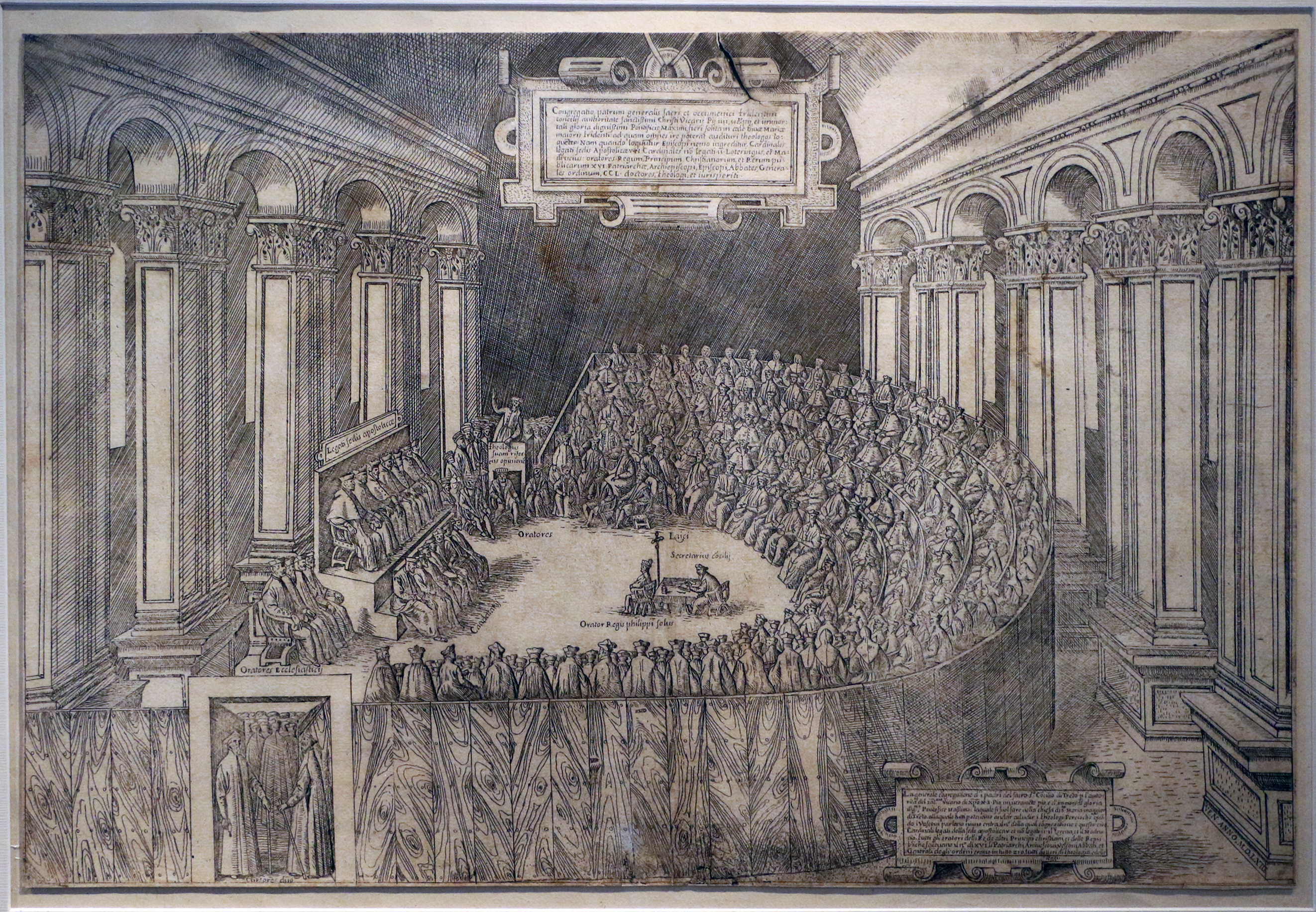
Concilie van Trente in 1563

In 1561 benoemde paus Paulus IV onverwacht Navagero, die een weduwnaar sinds vele jaren was, tot kardinaal. De doge wou dit niet. De kandidaat voor de kardinaalshoed was voor de Venetianen immers Giovanni Grimani. Doch Grimani was in de ogen van Paulus IV te ketters. Na de priesterwijding ontving Navagero als kardinaal-priester de kardinaalshoed met als titelkerk de San Nicola fra le Immagini, een kerk in Rome die enkel in de Romeinse Oudheid bestond. Hij wisselde die in voor een ‘bestaande’ kerk in Rome: de Sint-Pancratiusbasiliek in 1562. Hij wisselde deze in 1565, het jaar van zijn overlijden, voor de Santa Susanna.
In 1562 werd hij plechtig ontvangen in de kathedraal van Verona als administrator.
Het kerkelijk aanzien van Navagero steeg nog meer toen Paulus IV hem als pauselijk legaat naar het concilie van Trente stuurde (1563). De andere legaat was kardinaal Giovanni Morone. Beiden leidden de vergaderingen die ze afsloten in december 1563. Navagero kreeg 500 gouden dukaten verder maandelijks uitbetaald voor dit ambt in pauselijke dienst. Na het concilie keerde hij naar Verona terug waar zijn medewerkers begonnen met het uitwerken van de conciliaire decreten specifiek voor Verona. Kardinaal Navagero was te ziek om dit zelf te doen. Hij was bedlegerig en werd blind. Hij vroeg de paus ontheven te worden van de administratie van het bisdom Verona. Hij stierf evenwel in 1565. Hij werd begraven in de kathedraal van Verona, nabij het priesterkoor.

### Opvolging in Verona
Navagero had alles voorbereid zodat zijn neef, Agostino Valiero, een zoon van zijn zus, hem opvolgde als bisschop van Verona (1565). Het was deze neef die de hervorming van Trente doorvoerde in Verona. Deze werd later ook kardinaal (1583).

## Trivia
Op het concilie van Trente staken de concilievaders de draak met de twee pauselijke legaten. Ze zeiden in het Latijn: Alter claudicat in fide, alter utroque pede. ‘De ene legaat stapt mankend in zijn geloof’: dit was een allusie op het verdacht van ketterij die hing rond kardinaal Giovanni Morone. De andere legaat, Navagero, ‘mankte aan beide voeten’. Dit kwam door zware jicht.